# The Holy Bible
Albums de Manic Street Preachers
Gold Against the Soul
(1993) Everything Must Go
(1996)
The Holy Bible est le troisième album du groupe gallois de rock alternatif Manic Street Preachers, publié le 29 août 1994 par Epic Records.
L'album est cité dans l'ouvrage de référence de Robert Dimery « 1001 albums qu'il faut avoir écoutés dans sa vie ».

## Liste des chansons
Toutes les paroles sont écrites par Richey Edwards et Nicky Wire (en), toute la musique est composée par James Dean Bradfield et Sean Moore (en).
| No  | Titre                                                      | Durée |
| --- | ---------------------------------------------------------- | ----- |
| 1.  | Yes                                                        | 4:59  |
| 2.  | Ifwhiteamericatoldthetruthforonedayit'sworldwouldfallapart | 3:39  |
| 3.  | Of Walking Abortion                                        | 4:01  |
| 4.  | She Is Suffering                                           | 4:43  |
| 5.  | Archives of Pain                                           | 5:29  |
| 6.  | Revol                                                      | 3:05  |
| 7.  | 4st 7lb                                                    | 5:05  |
| 8.  | Mausoleum                                                  | 4:12  |
| 9.  | Faster                                                     | 3:55  |
| 10. | This Is Yesterday                                          | 3:58  |
| 11. | Die in the Summertime                                      | 3:05  |
| 12. | The Intense Humming of Evil                                | 6:12  |
| 13. | P.C.P.                                                     | 3:55  |